# Klismos
Een klismos (Oudgrieks: κλισμός; Latijn: cathedra) is een stoel uit de  Griekse oudheid. Het stoeltype ontstond in de 5e eeuw v.Chr. en beleefde een bescheiden renaissance in de tijd van het neoclassicisme. Het model werd later opnieuw opgepikt door meubelmakers in de tijd van de art deco.

## Kenmerken
De stoel heeft een geraamte van twee paar taps toelopende poten en een brede rugleuning maar geen armleuningen. De poten zijn sterk gekromd en naar buiten wijzend net als de rugleuning. De rugleuning wordt gevormd door een brede schaalvormige band tussen elleboog- en schouderhoogte. 
De stoel werd wel genoemd maar niet in detail beschreven in de oude geschriften. Hoe deze eruitzag en gebruikt werd weet men vooral van uitbeeldingen op antieke kunstvoorwerpen, zoals Griekse vazen, drinkschalen en grafmonumenten. De stoel kan gelden als een van de vroegste voorbeelden van ergonomisch meubelontwerp in Europa. De stoel was weliswaar licht en comfortabel maar de constructie toonde een zwak punt in de sterk uiteendrijvende poten.

## Geschiedenis
Sinds de tijd van Homerus is de klismos bekend als zetel voor belangrijke personen doordat ze genoemd worden in de Ilias en de Odyssee. Afbeeldingen tonen deze stoel in verschillende openbare en huiselijke situaties, soms gecombineerd met een voetensteun of poef. De stoel was in zwang tot ongeveer de 5e eeuw. Naast deze stoel kende men als eenvoudiger zitgelegenheid ook de Diphros.
In de periode van het neoclassicisme liet de Franse architect Jean-Jacques Lequeu de stoel in 1786 nabouwen voor de inrichting van hotel Montholon. Deze stoelen zijn niet bewaard gebleven, maar wel de gedetailleerde ontwerptekeningen in aquarelverf.
De kunstschilder Jacques-Louis David liet de stoel in 1788 namaken als rekwisiet voor zijn historieschilderkunst.

## Afbeeldingen

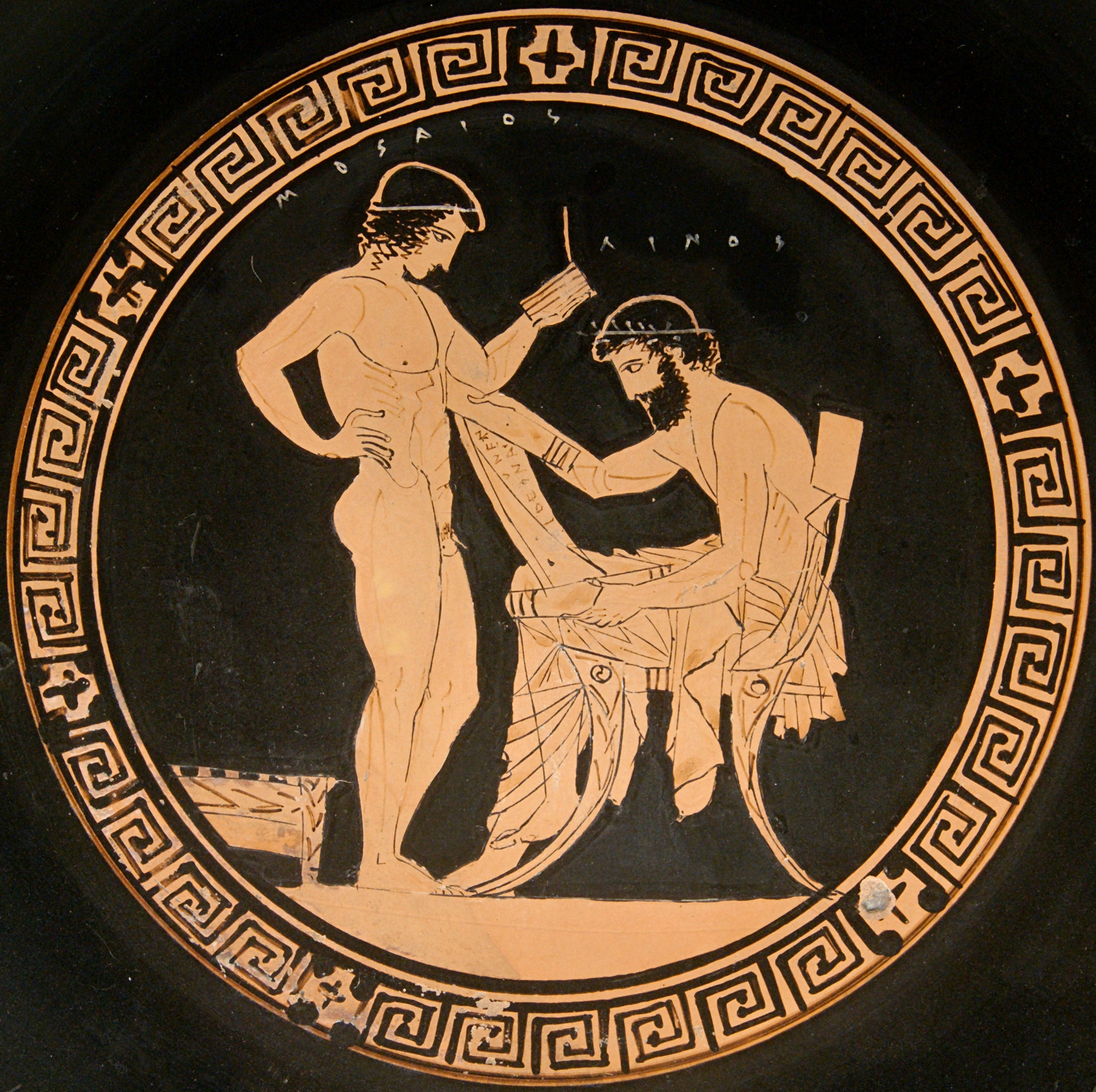
Drinkschaal
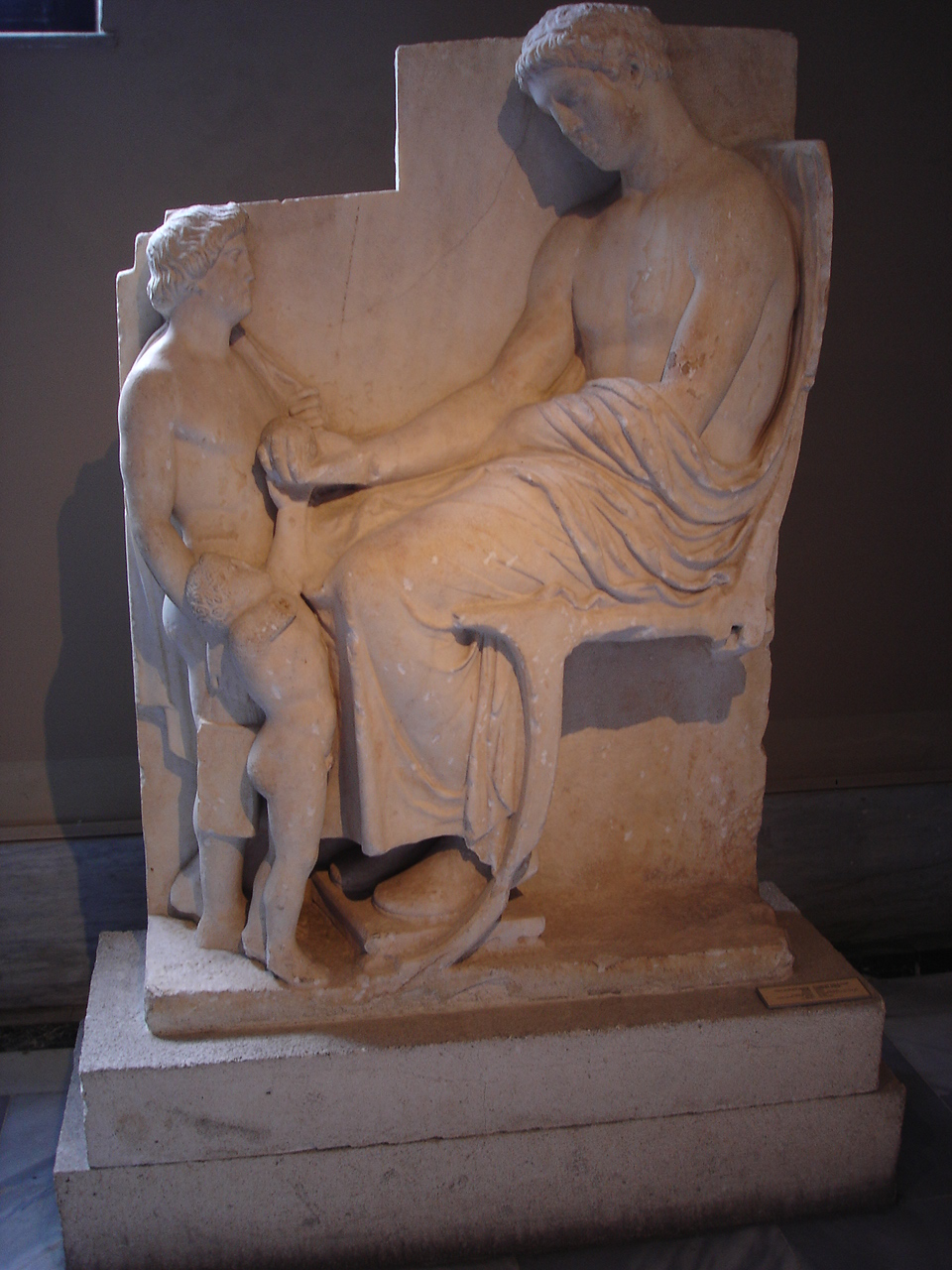
Stele (grafsteen)